# Svingning
 For alternative betydninger, se Svingninger.
En svingning er inden for fysik en ujævn bevægelse, der bevæger sig tilnærmet i en sinus- eller cosinus-kurve. En svingning har en svingningstid, frekvens, amplitude og andre egenskaber fra bølgen.
Svingninger oplever vi i hverdagen. Der er nemlig flere forskellige måder, svingninger bliver foretaget på, og det er ikke alle, der kan iagttages direkte. Dem der kan ses, er typisk et lod (eller andet) i en snor – pendul, som føres ud til siden og slippes, så det automatisk vil svinge over til den anden side og frem og tilbage. Tiden det tager for loddet at bevæge sig fra en yderstilling til den modsatte yderstilling og tilbage til den første yderstilling, kaldes svingningstiden, så har loddet udført én svingning. Yderstilling er der, hvor pendulet har svunget så langt ud til den ene side som muligt, og hvilestilling, eller grundstilling, er hvor pendulet står lodret for pendullængden. Længden fra hvilestilling til yderstilling kaldes amplituden.
Den letteste måde tilnærmelsesvist at måle svingningstiden, måles tiden på 10 svingninger og dividerer med 10 for at finde gennemsnitstiden for 10 svingninger. Selvom amplituden bliver mindre og mindre, vil svingningstiden forblive den samme. Men hvis pendullængden ændres, vil svingningstiden også ændres. Jo kortere pendulsnoren er, jo kortere er svingningstiden. 
I et iagttagende forsøg på et svingende pendul kan vi observere, at amplituden bliver mindre og mindre. Vi kalder det, at pendulet foretager en dæmpet svingning. 

## Resonans
To svingende systemer kan overføre energi mellem hinanden. Dette kaldes resonans. Overladt til sig selv bliver et svingende system mindre og mindre, fordi det efterhånden mister den kinetiske energi på grund af gnidningsmodstand. Men pendulet går ikke i stå, og det skyldes, at det svingende system hele tiden får tilført energi. Denne energitilførsel er nøje afpasset til systemets egenfrekvens, sådan at amplituden netop opretholdes.

## Længdesvingninger og tværsvingninger
Hvis vi skal beskrive en tværsvingning, kan vi f.eks. bruge en spiralfjeder. Vi lægger den ned på gulvet og svinger den hurtigt ud til siden og tilbage igen. Vi kan se, at bølgens amplitude er på tværs af bølgens bevægelsesretning. Så kaldes det en tværbølge. 
Bevæger vi fjederen fra side til side, fremkommer der bølgetoppe og bølgedale(bølgetop er en frembragt bølge, som opnås ved at stikke en finger ned i vandet, og bølgedale er ringbølgerne, der efterfølgende bliver dannet). En længdebølges amplitude er langs bevægelsesretningen.
Én hertz er én svingning i sekundet. Dertil kan der komme præfix på, eksempelvis: 
- 1 megahertz ( MHz) = 1.000.000 svingninger i sekundet
- 1 gigahertz ( GHz) = 1.000.000.000 svingninger i sekundet
- 1 terahertz ( THz)  = 1.000.000.000.000 svingninger i sekundet